# 宜昌新区
宜昌新区是湖北省新区，位于长江沿岸的宜昌市，该新区是中部崛起和长江经济带的一部分。